# Stormen kommer
Stormen kommer (originaltitel: The Bribe) är en amerikansk kriminalfilm från 1949 med bland andra Robert Taylor, Ava Gardner, Charles Laughton, Vincent Price och John Hodiak. Filmen regisserades av Robert Z. Leonard.

## Handling
Robert Taylor spelar Rigby, en FBI-agent. Denne blir under en jakt på Hintten (spelad av John Hodiak), som är misstänkt för stöld av flygplansmotorer, involverad med Hinttens hustru Elizabeth (Ava Gardner). Rigby erbjuds en muta för att hålla sig ifrån Elizabeth, och filmen utvecklar sig i dyster film noir-anda.

## Rollista (i urval)
- Robert Taylor - Rigby, berättare
- Ava Gardner - Elizabeth Hintten
- Charles Laughton - J.J. Bealer
- Vincent Price - Carwood
- John Hodiak - Tugwell Hintten
- Samuel S. Hinds - Dr Warren
- John Hoyt - Gibbs
- Tito Renaldo - Emilio Gomez
- Martin Garralaga - Pablo Gomez